# 热利科·耶尔科夫
热利科·耶尔科夫（1953年11月6日—），克罗地亚男子篮球运动员。他曾代表南斯拉夫国家队参加1976年和1980年夏季奥林匹克运动会篮球比赛，获得一枚金牌和一枚银牌。